# Filip Ottosson
Pour l’article homonyme, voir Ottosson.
Filip Ottosson, né le 12 septembre 1996 en Suède, est un footballeur suédois qui joue au poste de milieu défensif au Sandefjord Fotball.

## Biographie

### Débuts en Suède
Né en Suède, Filip Ottosson est formé par l'Eskilsminne IF (en), où il commence sa carrière. Il joue ensuite pendant un an, en 2019, au Västerås SK avant de faire son retour à l'Eskilsminne IF (en) le 4 mars 2020.

### Landskrona BoIS
En janvier 2021, Filip Ottosson rejoint le Landskrona BoIS. Il signe un contrat courant jusqu'en décembre 2022.
Il joue son premier match sous ses nouvelles couleurs le 21 février 2021, contre le Östersunds FK. Titularisé, il voit son équipe être battue par trois buts à zéro.
Le 30 juillet 2021, Ottosson prolonge son contrat avec le Landskrona BoIS. Il est alors lié au club jusqu'en décembre 2023.

### Sandefjord Fotball
Le 1er janvier 2023, Filip Ottosson rejoint la Norvège pour s'engager en faveur du Sandefjord Fotball. Il signe un contrat courant jusqu'en décembre 2025,.
Il découvre la première division norvégienne, jouant son premier match le 10 avril 2023, lors de la première journée de la saison 2023, contre le Hamarkameratene. Il est titularisé et son équipe s'incline par deux buts à zéro. Ottosson marque son premier but pour le club le 29 juillet 2023, lors d'une rencontre de championnat face au Vålerenga Fotball. Titulaire, il est buteur sur coup franc direct et participe à la victoire des siens par trois buts à deux.